# ریچ گولچ (کالیفرنیا)
ریچ گولچ (به انگلیسی: Rich Gulch) یک منطقهٔ مسکونی در ایالات متحده آمریکا است که در شهرستان کالاوراس، کالیفرنیا واقع شده‌است. ریچ گولچ ۵۸۰ متر بالاتر از سطح دریا واقع شده‌است.